# 쿨 재즈

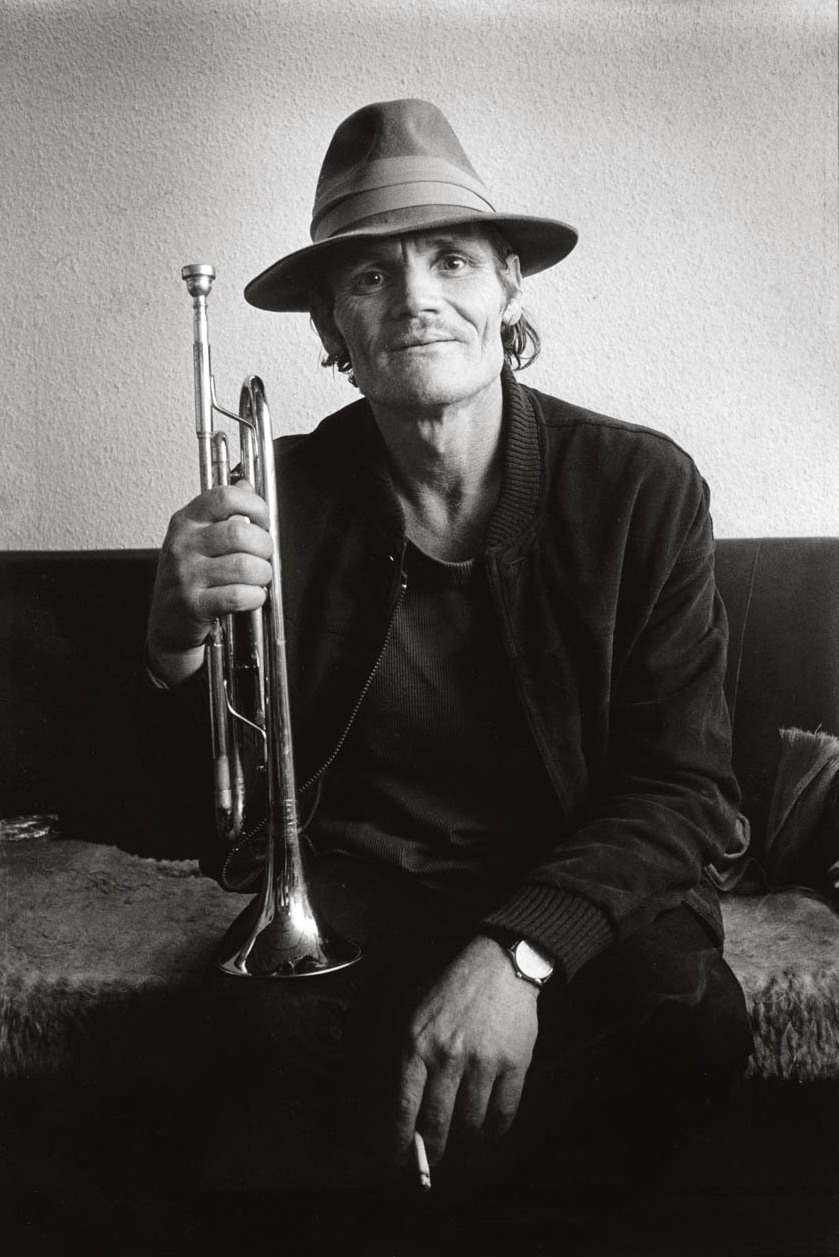
쳇 베이커, 1983년

쿨 재즈(cool jazz)는 전후 1940~1950년대에 나타난 모던 재즈의 한 종류이다. 쿨 재즈는 이전의 스윙이나 비밥 재즈의 빠른 리듬감 대신, 비교적 느리고 차분한 음악을 특징으로 한다.
쿨 재즈는 로스 앤젤레스와 샌프란시스코 지방에서 고유의 장르로 발전했는데, 이를 특별히 웨스트 코스트 재즈(West Coast jazz)로 부르기도 한다.

## 같이 보기
- 재즈의 장르 목록